# چتر آبی (فیلم ۲۰۱۳)
چتر آبی (به انگلیسی: The Blue Umbrella) یک فیلم کوتاه انیمیشنی است که در سال ۲۰۱۳ توسط استودیوهای انیمیشن پیکسار، به همراه دانشگاه هیولاها منتشر شده. کارگردانی این فیلم کوتاه بر عهده ساشکا آنسِلد از بخش فنی پیکسار بود. فیلم کوتاه شامل تکنیک‌هایی مانند فوتورئالیسم، سایه زدن و ترکیب بندی است.